# Philipp Jacob Spener

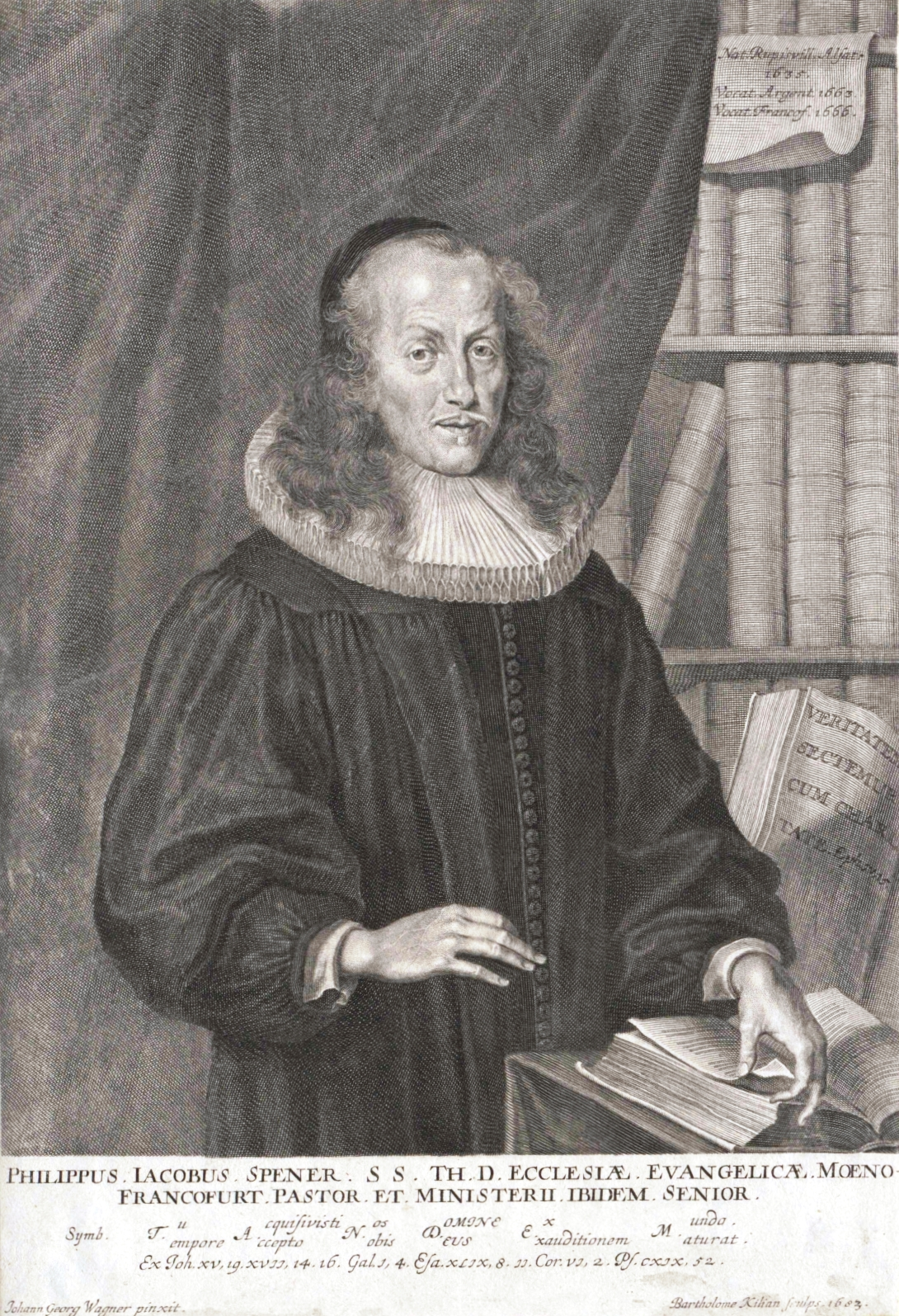
Philipp Jacob Spener, Stich von Bartholomäus Kilian (1683)

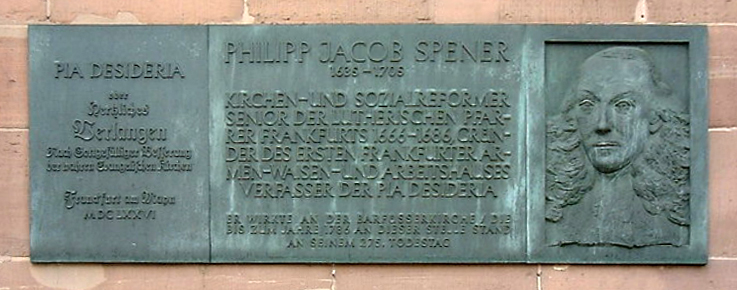
Gedenktafel an der Frankfurter Paulskirche zum 275. Todestag

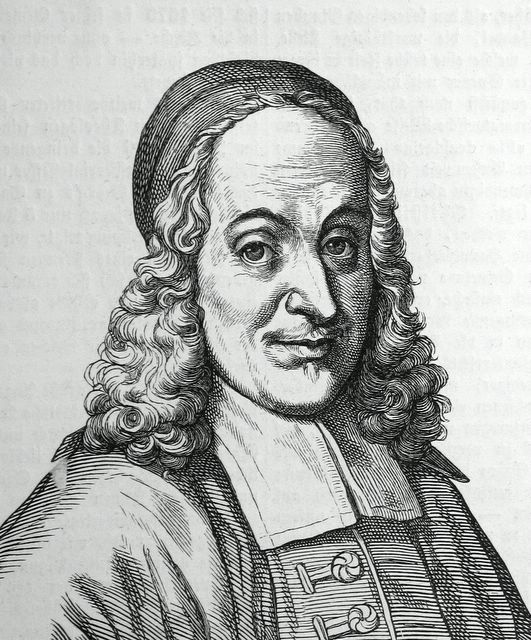
Philipp Jacob Spener

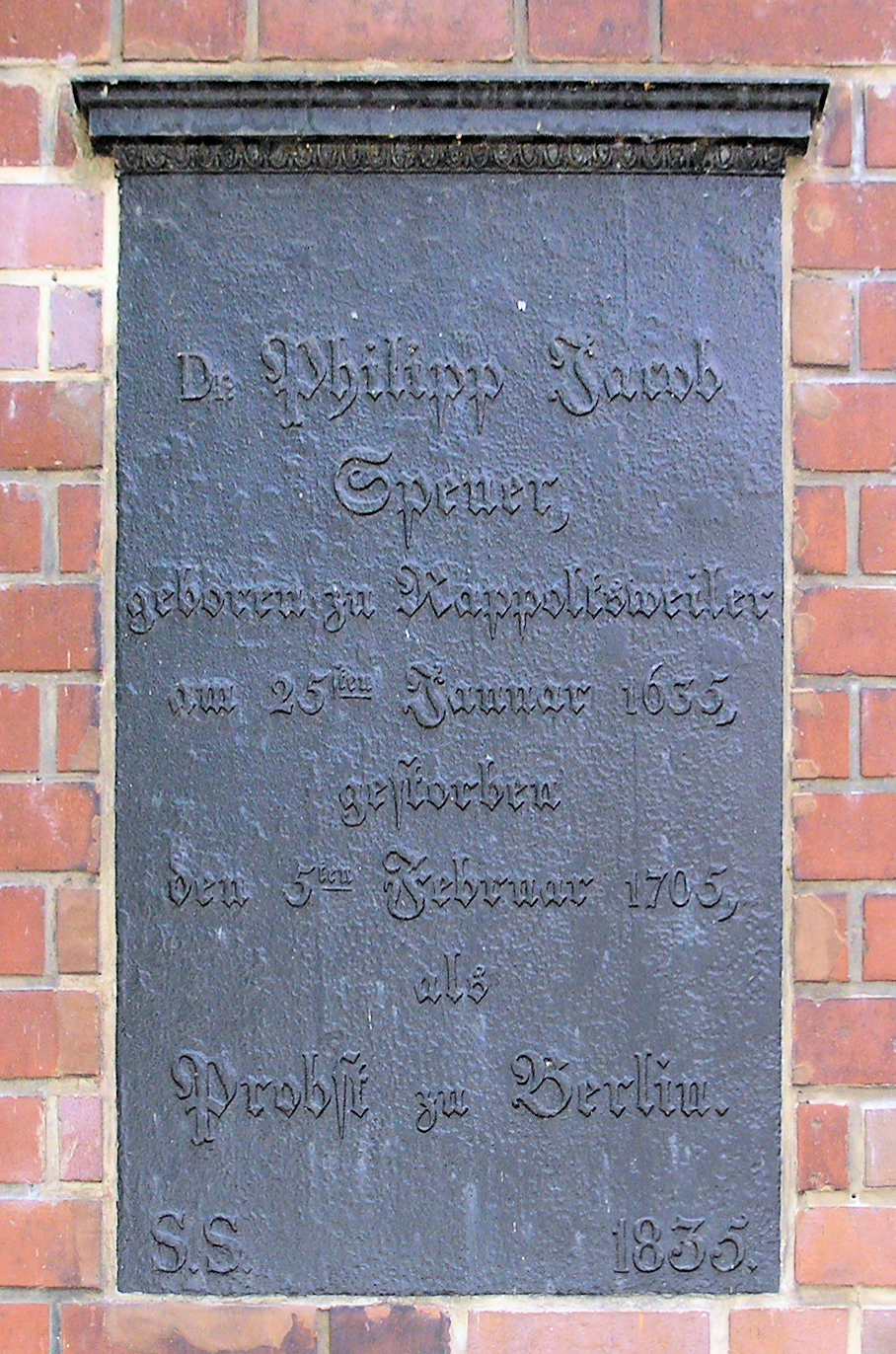
Gedenktafel am Nikolaikirchplatz, in Berlin-Mitte

Philipp Jacob Spener (* 13. Januar 1635 in Rappoltsweiler, Elsass; † 5. Februar 1705 in Berlin) war ein deutscher lutherischer Theologe. Er war einer der bekanntesten Vertreter des Pietismus. Daneben war er der bedeutendste Genealoge des 17. Jahrhunderts und der Begründer der wissenschaftlichen Heraldik.
Spener wurde 1663 Prediger am Straßburger Münster, 1666 Senior des lutherischen Predigerministeriums in der freien Reichsstadt Frankfurt am Main und 1686 kursächsischer Oberhofprediger in Dresden. Von 1691 an war er Propst und Konsistorialrat an der Nikolaikirche in Berlin. 1694 wirkte er an der Gründung der Reformuniversität Halle an der Saale mit, wo seinem Schüler August Hermann Francke eine herausragende Rolle zukam.
In seinem Hauptwerk Pia Desideria oder Herzliches Verlangen nach gottgefälliger Besserung der wahren evangelischen Kirche von 1675 prangerte er Missstände in der Kirche und die mangelnde Bibelkenntnis der Gläubigen an und schlug ein umfassendes Reformprogramm für die lutherische Kirche vor. Er förderte auch die Bildung der sich seit 1670 entwickelnden collegia pietatis (Hauskreise).

## Leben

### Elsässische Zeit 1635–1666
Am 13. Januar 1635 wurde Philipp Jacob Spener in Rappoltsweiler im Elsass als Sohn des aus Straßburg stammenden gräflich-rappoldsteinischen Hofmeisters Johann Philipp Spener († 1657) und der Agata († 8. März 1683 in Frankfurt/Main), der Tochter des gräflich-rappoltsteinischen Rates und Stadtvogtes Johann Jacob Saltzmann und dessen Frau Cecilia Meyer, geboren. Seine Schwester Agatha Dorothea (* 1636) heiratete 1660 den Hofprediger Joachim Stoll und nach dessen Tod 1683 den Pfarrer Johann Heinrich Otho; Sophia Cäcilia (1640–1727) heiratete 1671 den Pastor Johann Heinrich Horb. Er wuchs am Hof der Herren von Rappoltstein auf und genoss Privatunterricht u. a. bei seinem Schwager Stoll. Dabei kam er in Berührung mit puritanischen Erbauungsschriften und mit Johann Arndts Büchern vom wahren Christentum.
1651 bis 1659 studierte er in Straßburg Philosophie, Geschichte und Theologie. Mit einer Schrift über Thomas Hobbes’ De cive erlangte er 1653 den Grad eines Magister artium. Neben der Theologie galt sein Hauptinteresse seit 1655 der Genealogie (später auch der Heraldik), die er bei Johann Heinrich Boeckler studierte. Unter seinen theologischen Lehrern sind Johann Schmidt, Sebastian Schmidt und besonders Johann Conrad Dannhauer zu nennen, auf dessen Hauptwerk Hodosophia Christiana sive Theologia positiva (1649, 2. Auflage. 1666) er sich zeitlebens in dogmatischen Fragen berief. Dannhauers Wertschätzung des Aristotelismus und der theologischen Polemik sowie seiner Skepsis gegenüber Arndt folgte er jedoch nicht.
Studienreisen führten Spener in den Jahren 1659 bis 1663 u. a. nach Basel und Genf, wo er Jean de Labadie begegnete. 1663 wurde Spener als Prediger an das Straßburger Münster berufen. 1664 wurde er mit einer Arbeit über die Auslegung von Offb 9,13–21  promoviert. Am Tag der Doktorpromotion heiratete er Susanne Erhard, mit der er elf Kinder haben sollte.

### Frankfurter Zeit 1666–1686
Seine Berufung als Senior des Frankfurter Predigerministeriums und Prediger an die Barfüßerkirche beendete seine wissenschaftliche Laufbahn. In Frankfurt bemühte er sich um die Einführung der Konfirmation, die Einhaltung der Sonntagsheiligung sowie um die Kirchenzucht, aber auch um die Gründung von Armen-, Waisen- und Arbeitshäusern. Seine Predigten, die auf einen tätigen Glauben und eine disziplinierte Frömmigkeit drängten, riefen in der Gemeinde ein geteiltes Echo hervor; teils Begeisterung, teils Ablehnung, wo man die lutherische Rechtfertigungslehre in Gefahr sah. 1670 kam es zur Gründung eines privaten Konventikels, des collegium pietatis (Hauskreis), das sich zunächst in seinem Studierzimmer traf, aber 1682, nachdem der Zulauf immer größer geworden war, in die Barfüßerkirche verlegt wurde. Da allerdings wandten sich Gründungsmitglieder wie Johann Jacob Schütz ab und trennten sich von der lutherischen Kirche.
1675 erscheint sein Hauptwerk Pia desideria oder herzliches Verlangen nach gottgefälliger Besserung der wahren Evangelischen Kirche samt einigen dahin einfältig abzweckenden christlichen Vorschlägen, zunächst als Vorrede zu einer Evangelienpostille von Johann Arndt, doch aufgrund der hohen Nachfrage schon bald als Separatdruck. Neben verschiedenen Predigtsammlungen veröffentlichte Spener als wichtige theologische Schriften Die allgemeine Gottesgelehrtheit aller Gläubigen und rechtschaffenen Theologen (1680) und Die evangelische Glaubensgerechtigkeit (1684).

### Dresdner Zeit 1686–1691
1686 wurde Spener Oberhofprediger in Dresden und bekleidete damit eines der angesehensten Ämter im damaligen deutschen Luthertum. Dort richtete er keine Collegia pietatis mehr ein, sondern setzte mehr auf katechetische Übungen. In dieser Zeit kam es zur Freundschaft mit August Hermann Francke, mit dessen Wirken in Leipzig der Pietismus ab 1687 zu einer erkennbar eigenständigen, sich von der lutherischen Orthodoxie abgrenzenden theologischen und kirchenpolitischen Strömung innerhalb der lutherischen Kirche wuchs. Spener wurde schon in Dresden und mehr noch in Berlin ihr einflussreichster Schutzherr, Sprecher und Förderer.

### Berliner Zeit 1691–1705
Aufgrund von unüberbrückbaren Differenzen mit Kurfürst Johann Georg III. nahm Spener 1691 gerne eine Berufung zum Propst und Konsistorialrat an die Berliner Nikolaikirche an. Auch wenn er selbst keine Erbauungsversammlungen mehr abhielt, blieb er ein starker Fürsprecher des Pietismus. Mit etlichen umfangreichen Streitschriften verteidigte er die Anliegen des Pietismus gegen theologische Angriffe der lutherischen Orthodoxie. Bei der Gründung der Reformuniversität Halle an der Saale setzte er sich für die Berufung pietistischer bzw. orthodoxiekritischer Professoren, u. a. seines Freundes und Schülers August Hermann Francke, ein. Auch bei der Besetzung von Pfarrstellen in Brandenburg machte er seinen Einfluss für den Pietismus geltend (So hielt er 1699 auch die Leichenrede für Astmann, einen schon zuvor ab 1688 in Diespeck und Bayreuth für den Pietismus eingetretenen Pfarrer der Berliner Nikolaikirche).
In seinen letzten Lebensjahren veröffentlichte er Teile seines umfangreichen Briefwechsels als Theologische Bedenken (1700 ff.). Weitere Teile seines Briefwechsels wurden posthum als Consilia et iudicia theologica (1709; lateinische Briefe) und als Letzte Theologische Bedenken (1711) durch seinen Anhänger Carl Hildebrand von Canstein herausgegeben.
Am 5. Februar 1705 starb Spener in Berlin. Seine Beisetzung fand in der Nikolaikirche statt. Die Leichenpredigt hielt Conrad Gottfried Blanckenberg, der seit 1700 als sein Adjunkt fungierte und ihm als Propst und Pfarrer der Nikolaikirche nachfolgte.

### Familie
Mit Susanne Erhard (auch Ehrhardt; 1644–1705), einer Tochter des Straßburger Patriziers Johann Jacob Erhard (1609–1670), hatte er elf Kinder, darunter:
- Susanna Catharina (1665–1726), seit 1686 Ehefrau Adam Rechenbergs,
- Johann Jacob (1669–1692),
- Philipp Reinhard (1673–1732),
- Christian Maximilian (1678–1714),
- Jakob Carl (1684–1730).

## Pia desideria
Speners einflussreichste Schrift Pia desideria oder herzliches Verlangen nach gottgefälliger Besserung der wahren Evangelischen Kirche samt einigen dahin einfältig abzweckenden christlichen Vorschlägen erschien 1675, zuerst als Vorrede einer Neuauflage der Evangelien-Postille von Johann Arndt, im 8. September auch als Separatdruck. Hier entwickelte er sein Reformprogramm, das leitend für den Pietismus wurde. Ausgangspunkt war eine schonungslosen Klage über Missstände in der lutherischen Kirche. Im zweiten Teil erklärt er, dass ein „besserer zustand“ der Kirche hier auf der Erde binnem kurzem zu erwarten sei; als Begründung dienen ihm die noch ausstehende Bekehrung der Juden (Röm 11,25f ) und der verheißene Untergang der römischen Kirche (Offb 18,1ff ). Im dritten Teil führt er sechs einzelne Vorschläge, darunter die Förderung der Bibellektüre, auch in eigenen Versammlungen der Gemeinde (nach 1 Kor 14,26 ), die Stärkung des geistlichen Priestertums aller Gläubigen, eine neue Schwerpunktsetzung auf das christliche Leben und eine Abkehr von der interkonfessionellen Polemik. Die Schrift fand ein großes Echo und bewirkte, dass Speners Anregungen an vielen Orten aufgenommen wurden.

## Collegia pietatisundecclesiola in ecclesia
Im Zentrum der Spener-Forschung stehen die unter seinem Einfluss etablierten Konventikel – außergottesdienstliche Versammlungen zur persönlichen Erbauung der Gläubigen. Im Laufe der Zeit verändern sich hier Gestalt, Bedeutung und Bezeichnung: anfänglich spricht Spener von einem exercitium pietatis, im Juli 1675 erwähnt er in einem Brief den Begriff ecclesiola in ecclesia (Kirchlein in der Kirche) und erst seit 1677 spricht er von den Collegia pietatis (fromme Versammlungen).

### Aufkommen der Konventikel bis 1675
Seit Sommer 1670 traf sich eine kleine Gruppen Männer in Speners Studierzimmer zur persönlichen Erbauung (exercitium pietatis, Frömmigkeitsübung). Sie taten dies aus persönlichem Antrieb und nicht auf Speners Initiative hin. Im Oktober 1669 hatte Spener über Sonntagsheiligung gepredigt und in diesem Zusammenhang ähnliche Frömmigkeitsübungen genannt, doch dies kann wohl kaum zum Antrieb dieser Männer geworden sein. Speners zunächst zurückhaltende Reaktion auf den Wunsch zur Gründung solcher Zirkel wäre unverständlich, würde dieser Vorschlag einzig und allein auf seine eigene Predigt rekurrieren.
Der Impuls kam vielmehr von außen. Schon an anderen Orten hatte es ähnliche Konventikel gegeben, so z. B. um den reformierten Jean de Labadie. In dessen Umfeld kam es zur Separation, und das wollte Spener in jedem Fall vermeiden. Einzig aus diesem Grund nahm er den Faden auf und lud diese Männer um Johann Jakob Schütz zu sich ins Pfarrhaus und machte seine eigene Anwesenheit zur Bedingung. Diese Entwicklung ist wohl dem Einfluss von Schütz zu verdanken, der dieses Gedankengut aus den Schriften Labadies einbrachte.
Die Treffen fanden zweimal pro Woche statt, jeweils nach der Betstunde. Es war ein geschlossener Kreis zur Erbauung und zur „heiligen Freundschaft“. Spener sprach ein Gebet und las aus Erbauungsbüchern vor. Anschließend gab es einen freien Austausch mit klaren Regeln: keine Dispute ohne Bezug zur Frömmigkeit, nur zur Erbauung, nicht über Abwesende sprechen und Missstände nur allgemein nennen.
Der Kreis wuchs von anfänglich fünf Männern auf zunächst ca. 20 Männer Ende 1670. Bis 1675 gab es bereits mehr als 50 Teilnehmer. Die Idee der „heiligen Freundschaft“ ließ sich damit nicht mehr verwirklichen. Dies war die erste von vier Veränderungen bis zum Erscheinen der Pia desideria. Sie war nötig geworden, um dem Separatismusverdacht entgegenzuwirken. Nur so konnte das Verbot der Collegia abgewendet werden. Nun konnte jeder teilnehmen. Schütz hingegen hatte sich abgewandt und fand bei den Saalhofpietisten eine neue Heimat.
Die zweite Veränderung war die Öffnung des Kreises auch für Nicht-Akademiker und für Frauen, später auch für Katholiken und Reformierte.
Die dritte Änderung betraf die Lektüre. Die Erbauungsliteratur war schnell ausgelesen. Spätestens seit 1674 las man in der Bibel. Damit war die Form von Konventikeln erreicht, wie sie in die Pia desideria Eingang finden sollte.
Am schwersten wiegt jedoch der Bedeutungswandel – und zwar unabhängig vom Gestaltwandel, wenngleich ebendieser Gestaltwandel die sachliche Voraussetzung, jedoch nicht die Ursache war. Ursprünglich war das exercitium pietatis eine reine Erbauungsveranstaltung. Mit Erscheinen der Pia desideria dienten die Konventikel einem höheren Zweck, nämlich als Hauptinstrument der angestrebten Reformen. Spener erkannte in diesen beliebten Zusammenkünften ein brauchbares Vehikel.
Er legitimiert dies durch Rekurs auf das Vorbild der apostolischen Versammlung nach 1Kor 14: eine Versammlung, die nicht durch Leitung eines Einzelnen geprägt ist, sondern durch die Beteiligung vieler einzelner Begabter. Die spätere Legitimierung durch Luthers dritte Form der Messe ist jedoch ein Irrtum. Denn Luther meinte mit der dritten Form der Messe „für die, die mit Ernst Christen sein wollen“, einen Gottesdienst mit Darreichung der Sakramente, also keine Nebenveranstaltung. Auch hat Luther selbst diese Form nicht mit der Bibelstelle 1Kor 14 in Verbindung gebracht. Diese Verbindung ist durch einen Paginierungsfehler zu erklären. Spener verwendete die Altenburger Lutherausgabe. Im Register wird dort unter 1 Kor 14 fälschlicherweise auf Luthers Vorrede zur Messe hingewiesen. Der Rückgriff auf diese Bibelstelle im Zusammenhang mit den Konventikeln dürfte durch die Lektüre Labadies, eventuell vermittelt durch Schütz, zurückzuführen sein.
Den Begriff Collegia pietatis verwendete Spener erst seit 1677. Inhaltlich meint er jedoch noch immer die Sammlung der „Frommen“ um Bibel und Gebet – die Urform heutiger Hauskreise. Er bezeichnet ebendiese spezielle Form, die sich in den Folgejahren weiterentwickelte. Aufgrund der wachsenden Teilnehmerzahl verlagerte sich die Veranstaltung in die Frankfurter Barfüßerkirche. An vielen Orten entstanden nun diese Collegia. Nicht immer wurden sie direkt von Pfarrern betreut. Man kann von daher zwischen den Collegia im engeren und im weiteren Sinne unterscheiden.

### Das Verhältnis derCollegia pietatiszurecclesiola in ecclesia
Seit Juli 1675 – also im Zeitraum zwischen den Pia desideria als Postillenvorrede und dem Separatdruck – verwendete Spener zusätzlich den Ausdruck ecclesiola in ecclesia. Im Vorwort zum Separatdruck meidet Spener – bewusst oder unbewusst – diesen Terminus, beschreibt ihn aber inhaltlich. Es scheint, als sei die ecclesiola von Anfang an das den Pia desideria innewohnende Prinzip, die Collegia pietatis seien hingegen nur eine konkrete Verwirklichungsform. Ecclesiola ist demnach nur ein Oberbegriff, der auch andere Verwirklichungsformen finden kann. Das zugrundeliegende Prinzip ist die Sammlung und Stärkung der Frommen – eine Kirchenreform von innen nach außen.
Markus Matthias weiß ebenso die Collegia pietatis von der ecclesiola zu unterscheiden, misst letzterer jedoch sehr wohl eine eigene konkrete Form bei. Sie sei die o. g. engere Form im privateren Kreis. Hier sollen Einzelne erbaut werden, damit diese wiederum Außenstehende neu gewinnen können. Die ecclesiolae wären damit auf Neugewinnung ausgerichtet, die Collegia hingegen nur zur Erbauung. Doch kann diese Unterscheidung bei näherer Betrachtung nicht standhalten.
Richtig ist, dass diese Konventikel eine Wandlung durchgemacht haben, schon bevor sie in den Pia desideria als Instrument zur Kirchenreform (und damit auch zur Neugewinnung von Gläubigen) erwähnt wurden. Sie hatten ihre Gestalt schon vor der Idee der Reform gefunden und waren ein willkommenes Instrument, diese umzusetzen. Dabei entwickelte sich die äußere Form weiter, das innere Anliegen der ecclesiola blieb erhalten.

### Weitere Formen derecclesiola
In seiner Dresdner Zeit realisierte Spener keine Collegia pietatis mehr. Schon in seiner Frankfurter Abschiedsrede räumte er ein, damit nicht sein Ziel erreicht zu haben. Immer stärker verlagerte sich das Gewicht auf die Katechismusübungen als eine andere Verwirklichungsform der ecclesiola. Als weitere Konkretion wurde die öffentliche und die häusliche Bibellese vorgeschlagen, wie es schon in den Pia desideria anklang. Hier ist zwischen quantitativem und qualitativem Bibellesen zu unterscheiden: Quantitativ sollen alle Christen (nicht nur Hausväter) aller Schichten die ganze Bibel lesen können. Qualitativ soll jeder die Texte im Zusammenhang wahrnehmen und auf das eigene Leben anwenden können. Die Verlagerung von Lehre auf Leben gilt als Charakteristikum des Pietismus.

## Theologie
Auch wenn Spener, abgesehen von seiner frühen Zeit in Straßburg, keine akademischen Ämter innehatte, war er auch als Fachtheologe von großem Einfluss. Seine Theologie lässt sich nicht nur aus seinen fachtheologischen Veröffentlichungen, sondern auch aus seinen Predigten und Briefen rekonstruieren.

### Soteriologie
Spener schaffte es, in der Rechtfertigungslehre die Anliegen Martin Luthers und Johann Arndts zu verbinden. Luthers Bestimmung der Rechtfertigung des Sünders als ein Geschehen, in dem die Gerechtigkeit Christi dem Menschen allein aus Gnaden geschenkt und von ihm durch den Glauben angeeignet werde, hat er immer unterstrichen. Mit Arndt, im Grunde auch mit Luther selbst, beklagte er jedoch auch einen Missbrauch der Lehre von Rechtfertigung ohne gute Werke. Anstatt sich darauf zu verlassen, dass sie durch ihren richtigen Glauben auf jeden Fall das Heil erlangten, müssten die Christen anerkennen, dass ein echter Glaube notwendigerweise Früchte bringe. Zu den in den Pia desideria angeprangerten Missständen gehörte vor allem das Fehlen eines lebendigen Glaubens, verbunden mit der Einbildung, gläubig zu sein, obwohl doch die Früchte des Glaubens fehlten.
Speners Zentralbegriffe neben der Rechtfertigung sind Wiedergeburt und Erneuerung. Die Wiedergeburt besteht in einer qualitativen Verwandlung des Menschen durch die Begegnung mit Gottes Gnade. Von spiritualistischen Vorstellungen einer wesenhaften Vergöttlichung hat sich Spener zwar distanziert, aber gelehrt, dass die Wiedergeborenen keine Sünde mehr tun. Was auf die Wiedergeburt als reines Gnadengeschehen zu folgen hat, ist die Erneuerung, ein Prozess des Wachstums und der allmählichen Vervollkommnung, die der Mensch zu gestalten hat. Diese Impulse Speners sind vor allem von August Hermann Francke aufgenommen worden. Spener hielt jedoch an der reformatorischen Grunderkenntnis fest und verteidigte die lutherische Rechtfertigungslehre auch gegen die römisch-katholische Lehre in der Fassung des Tridentinums. Um der Heilsgewissheit willen müsse jeder Verdienstgedanke abgewehrt werden.

### Eschatologie
Charakteristisch für Spener ist die von ihm selbst so genannte „Hoffnung besserer Zeiten“, die er im Mittelteil der Pia desideria entwickelte. Gegen die von Luther und der lutherischen Orthodoxie vertretene Erwartung eines nahen Endes der Welt mit all seinen Schrecken setzte er die Gewissheit, „dass Gott noch einigen bessern Zustand seiner Kirchen hier auf Erden versprochen habe“. Gegen den Chiliasmus grenzte sich Spener zwar ab und identifizierte den von ihm erwarteten herrlicheren Zustand für die Kirche nicht ausdrücklich mit dem in der Johannesoffenbarung vorhergesagten Tausendjährigen Reich; er rechnete aber mit denselben Merkmalen wie die Chiliasten, nämlich mit einer allgemeinen Bekehrung der Juden (nach Röm 11,25f ) und dem Untergang der römischen Kirche. Diese eschatologische und doch zugleich innerweltliche Zukunftserwartung wird von vielen Forschern für die Dynamik und den weltzugewandten Geist des Pietismus verantwortlich gemacht.

## Missiologie
Auch Speners Missionsgedanken stehen im Horizont der chiliastisch-eschatologischen Prophetie. Diese Hoffnung – dass „der Name des HERRN bei den jetzigen Ungläubigen noch viel herrlicher solle werden“ – schließt nach Spener die aktuelle Verpflichtung der weltweiten Evangeliumsverkündigung unter „Heiden“ keineswegs aus: Obrigkeit und die „bisher so säumig[e]“ Evangelische Kirche sollen „darauf bedacht“ sein, nach Missionaren „zu trachten“ und „sie dann […] auszusenden“.
Ebenso sei, so Spener, die Mission unter Juden notwendig. Dazu entwarf er zwölf Reformvorschläge „zur Bekehrung einiger Juden“ (1700). Diese empfehlen neben obrigkeitlichen Maßnahmen besonders „das göttliche Wort“ als „rechtes Hauptmittel“, aus dem „aller Glauben entstehet“, sowie überhaupt die „Liebe“: Der Christ möge „liebreich gesinnet“ und „mit Sanftmut an ihnen […] arbeiten“ und so „alle Mittel zu ihrer Bekehrung […] anwenden“.

## Wirkung und Rezeption
Speners Wirkung reichte weit über seinen Tod hinaus. Vor allem die Aktivierung der „Laien“ durch Gesprächskreise hat die weitere Geschichte des Protestantismus entscheidend bestimmt. Durch persönliche Anhänger wie August Hermann Francke, Paul Anton, Joachim Justus Breithaupt, Carl Hildebrand von Canstein, Johann Reinhard Hedinger, Günter Heyler, Franz Julius Lütkens und Johann Heinrich May konnte er in einigen deutschen Territorien sowie in Dänemark das Reformprogramm des kirchlichen Pietismus für längere Zeit etablieren. Auch auf radikale Pietisten wie Johann Jakob Schütz, Johann Wilhelm Petersen und Johanna Eleonora Petersen übte er lange Zeit großen Einfluss aus. Gottfried Arnold, der unter seinem Einfluss zum Pietisten geworden war und zeitweise in den Separatismus gegangen war, konnte er in ein kirchliches Amt zurückholen. Der Gründer der Herrnhuter Brüdergemeine, Nikolaus Ludwig von Zinzendorf, dessen Großeltern Nicol und Henriette Catharina von Gersdorff enge Vertraute Speners waren, hat sich bewusst an dessen theologischem Ansatz orientiert.
Vor allem mit seiner Wiederbelebung von Luthers Forderung eines „Priestertums aller Gläubigen“ und seiner auf Weltveränderung zielenden „Hoffnung besserer Zeiten“ hat Spener jedoch auch auf die Aufklärung eingewirkt. Weil seine Theologie auf praktische Weltgestaltung drängte, verstärkte er die ethische Ausrichtung des neuzeitlichen Protestantismus. Johannes Wallmann, einer der bedeutendsten Spener-Forscher, hat ihn deshalb als den „Vater des Neuprotestantismus“ bezeichnet.
Speners umfangreiches Schrifttum wurde erst seit den 1970er Jahren wissenschaftlich erschlossen. Eine seit 1979 durch Erich Beyreuther herausgegebene umfangreiche Reprint-Ausgabe wurde 2015 von Dietrich Blaufuß abgeschlossen. Eine noch unvollendete historisch-kritische Ausgabe der Briefe Philipp Jakobs Speners, deren erster Band 1992 erschien, wurde zuerst durch Johannes Wallmann und seit 2003 durch Udo Sträter verantwortet. Aus der von Kurt Aland schon kurz nach dem Zweiten Weltkrieg angekündigten kommentierten Werkausgabe sind bislang erst zwei Bände erschienen.
Nach Spener sind Straßen unter anderem in seinen Hauptwirkungsorten Frankfurt am Main, Dresden und Berlin sowie viele Gemeindehäuser und andere Häuser in evangelischer Trägerschaft benannt.

## Schriften (Auswahl)

### Werk- und Briefausgaben
- Philipp Jakob Spener: Schriften | Korrespondenz. Herausgegeben von Erich Beyreuther, Dietrich Blaufuß. Olms, Hildesheim 1979–2015. Reprint-Ausgabe, 16 Bände in 38 Teilbänden; Verlagsprospekt (PDF; 3,4 MB).
- Philipp Jakob Spener: Briefe aus der Frankfurter Zeit. 1666–1686. Hrsg. von Johannes Wallmann. Mohr Siebeck, Tübingen 1992 ff. (bisher sechs von acht geplanten Bänden).[9]
- Philipp Jakob Spener: Briefe aus der Dresdner Zeit. 1686–1691. Hrsg. von Udo Sträter und Johannes Wallmann. Mohr Siebeck, Tübingen 2003–2017 (vier Bände).
- Philipp Jakob Spener: Briefwechsel mit August Hermann Francke. 1689–1704. Hrsg. von Johannes Wallmann und Udo Sträter. Mohr Siebeck, Tübingen 2006.
- Philipp Jakob Spener: Briefwechsel mit Adam Rechenberg. Hrsg. von Udo Sträter in Zus.-Arb. mit Claudia Neumann. Mohr Siebeck, Tübingen 2019.
- Die Werke Philipp Jakob Speners. Studienausgabe. Hrsg. von Kurt Aland und Beate Köster. Brunnen, Gießen 1996ff (Band 1 in zwei Halbbänden 1996/2000; Band 2 2004).
- Philipp Jacob Spener: Die Anfänge des Pietismus in seinen Briefen. Hrsg. von Markus Matthias. Evangelische Verlagsanstalt, Leipzig 2015.

### Wichtige Einzelwerke
- Pia Desideria: Oder Hertzliches Verlangen/ Nach Gottgefälliger Besserung der wahren Evangelischen Kirchen/ sampt einigen dahin einfältig abzweckenden Christlichen Vorschlägen Philipp Jacob Speners; Sampt angehengten Zweyer Christlichen Theologorum darüber gestellten/ und zu mehrer auff-erbauung höchst-dienlichen Bedencken. Zunner; Fritgen, Frankfurt (Main) 1676, Digitalisat und Volltext im Deutschen Textarchiv
  - Pia desideria – Umkehr in die Zukunft. Brunnen Verlag, Gießen 51995, ISBN 3-7655-9065-7 (modernisierte Ausgabe).
  - Pia Desideria oder herzliches Verlangen nach gottgefälliger Besserung der wahren Evangelischen Kirchen. Brunnen Verlag, Gießen 2005 (historisch-kritische Ausgabe nach dem Text der Studienausgabe von Aland/Köster).
- Der innerliche und geistliche Friede Oder der Friede Gottes/ So wol desselben mit uns/ als unserer mit und in Gott/ samt dessen Beförderungs-mitteln und hindernüssen. Zunner, Frankfurt (Main) 1686, Digitalisat und Volltext im Deutschen Textarchiv
- Gründliche Vertheidigung seiner Unschuld und der unrecht beschuldigten so genannten Pietisten, gegen Herrn D. Valentini Alberti, prof. publ. zu Leipzig praefat. vindic. exeget. Joel 2. Ernst, Stargardt 1696, Digitalisat der SLUB Dresden via EOD
- Theologische Bedencken Und andere Brieffliche Antworten auff geistliche/ sonderlich zur erbauung gerichtete materien zu unterschiedenen zeiten auffgesetzet/ und auff langwihriges anhalten Christlicher freunde in einige ordnung gebracht/ und heraus gegeben. Waisenhaus, Halle (Saale)
  - Band 1, 1700, Digitalisat und Volltext im Deutschen Textarchiv
  - Band 2, 1701, Digitalisat und Volltext im Deutschen Textarchiv
  - Band 3, 1702, Digitalisat und Volltext im Deutschen Textarchiv
  - Band 4, (3. Auflage), 1715, Digitalisat und Volltext im Deutschen Textarchiv
- Speners Katechismus-Erklärung. Missionsverlag, Bielefeld 1984, ISBN 3-929602-02-4.

## Gedenktag
- 5. Februar im Evangelischen Namenkalender[10]